# Condado de Muan
Muan es un condado de la provincia de Jeolla del Sur, Corea del Sur. En 2005, la ciudad de Namak, se convirtió en la capital provincial, sucediendo a Gwangju.
El nuevo Aeropuerto Internacional de Muan se ubica aquí.

## Geografía
El Condado de Muan, tiene una superficie de 436.4 km² y una población de 70,212 habitantes (2000).